# پلینیوس (دهانه)
پلینیوس یک دهانه برخوردی در ماه‌ است.

## دهانه‌های اقماری
این دهانه ۲ دهانه اقماری دارد.
| Plinius | عرض جغرافیایی | طول جغرافیایی | قطر         |
| ------- | ------------- | ------------- | ----------- |
| A       | ۱۳.۰° N       | ۲۴.۲° E       | ۴.۰ کیلومتر |
| B       | ۱۴.۱° N       | ۲۶.۲° E       | ۵.۰ کیلومتر |